# Pagryžuvys

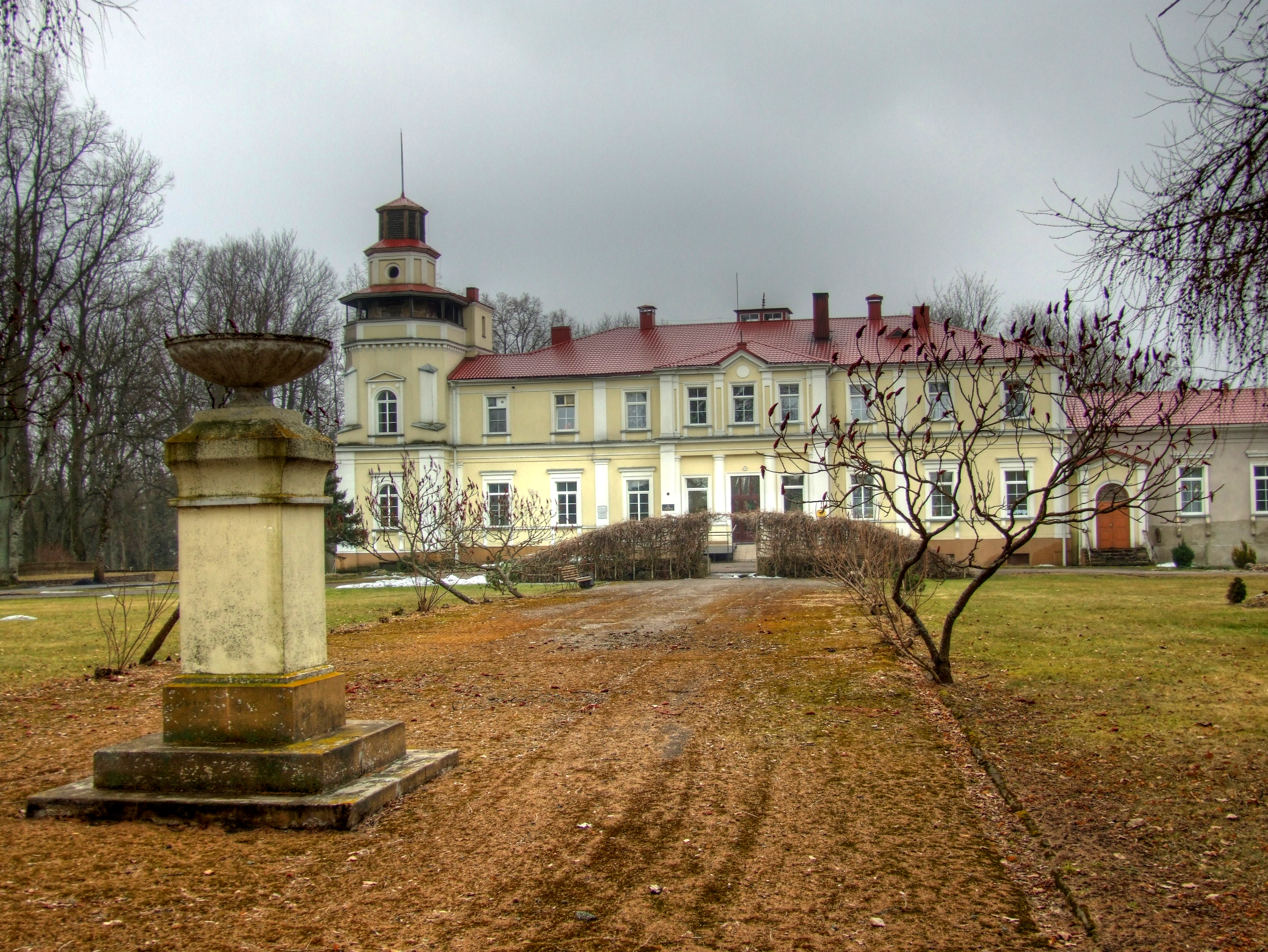
Pałac w Pogryżowie (2012)

Pagryžuvys (hist., pol. Pogryżów) – wieś na Litwie w rejonie kielmskim okręgu szawelskiego, 12 km na wschód od Kielm.

## Historia
Pogryżów był na początku XIX wieku własnością rodziny Przeciszewskich herbu Grzymała. Należał wtedy do Adama Przeciszewskiego, marszałka rosieńskiego, a następnie do Hironima (~1800–1881), brata Antoniego (1797–1856). Za udział w powstaniu styczniowym Hieronim został zesłany na Sybir, do guberni tomskiej, a majątek został zajęty przez władze carskie i sprzedany w 1867 roku Rosjaninowi Aleksandrowi Chrystianowiczowi. W 1878 roku majątek został odkupiony przez Izydora Romera (Römera) (1843–1910), zięcia Hieronima ożenionego w 1866 roku z Celiną Przeciszewską (1849–1916). Po śmierci Izydora majątek przypadł czwórce ich dzieci: 
- Zofii Helenie (1869–1920), późniejszej żonie Adama de Virion (1870–1945)
- Annie (1870–1952), żonie tegoż Adama de Virion od 1923 roku, po śmierci starszej siostry
- Eugeniuszowi (1871–1943) ożenionemu z Zofią Dembowską (1885–1972) herbu Jelita i
- Stanisławowi (1892–1965), dwukrotnie żonatemu: w 1933 roku z hrabianką Marią Anną Apolonią Broel-Plater (1894–1933), i w roku 1953 z Zofią Elwirą Grużewską (1892–1988)

ale wkrótce po I wojnie światowej rząd litewski rozparcelował majątek, pałac i folwark upaństwowił i przekazał je jezuitom, którzy przebywali tu do 1940 roku.
Po III rozbiorze Polski w 1795 roku Pogryżów, wcześniej wchodzący w skład Księstwa Żmudzkiego Rzeczypospolitej znalazł się na terenie powiatu rosieńskiego guberni kowieńskiej Imperium Rosyjskiego. 10 października 1920 roku na podstawie umowy suwalskiej przyznano je Litwie, która w okresie 1940–1990, jako Litewska Socjalistyczna Republika Radziecka, wchodziła w skład ZSRR.

## Demografia wsi
1859 – 23
1959 – 101
1970 – 235
1979 – 336
1986 – 529
2001 – 461
2011 – 360.

## Pałac
Tutejszy eklektyczny, romantyczny pałac został wzniesiony przez Hieronima Przeciszewskiego w 1859 roku na wysokim, prawym brzegu rzeki Gryżuwy (Gryżowy, lit. Gryžuva). Został zaprojektowany przez Fulgencjusza Rymgayłłę (lit. Fulgencijus Rimgaila). Centralna, pięcioosiowa część budynku była dwukondygnacyjna. Przylegały do niej dwa parterowe, dwuosiowe skrzydła. Całość była przykryta łamanym dachem, z mansardowymi oknami nad częściami bocznymi. Przy lewym skrzydle wzniesiono trzykondygnacyjną wieżę z widokową glorietą, a przy prawym skrzydle znacznie później dobudowano sześcioosiowy, parterowy pawilon. W elewacji frontowej części środkowej występował ryzalit rozczłonkowany na parterze przyściennymi kolumnami, na piętrze zaś pilastrami, i zwieńczony niewielkim trójkątnym frontonem. Pilastry zdobiły również narożniki ryzalitu, korpusu głównego i wieży.
Pałac został zbudowany na zboczu, od strony rzeki miał wysokie sutereny i elewacja ogrodowa uzyskała w ten sposób dodatkową kondygnację. W jej środkowej części występował trójosiowy ryzalit ozdobiony pilastrami. Przed nim był wysoki taras ogrodzony żeliwną balustradą, zamocowaną do czterech masywnych, murowanych słupków.
Wnętrze domu ogrzewały wysokie piece zbudowane z białych kafli z wytłoczonymi wzorami, sufity zdobiły sztukaterie, a parkiety podłogowe ułożone były w duże kwadraty. Za czasów Römerów pokoje zostały wyposażone w mahoniowe i czeczotkowe meble, wśród nich gdańskie szafy i oszklone serwantki z saską porcelaną i czeskimi kryształami. Na ścianach wisiały stare obrazy i portrety malowane przez Edwarda i Alfreda Römerów (ojca i brata Izydora Antoniego Römera). W pałacu znajdowała się też biblioteka z bogatym księgozbiorem, liczącym kilka tysięcy tomów.

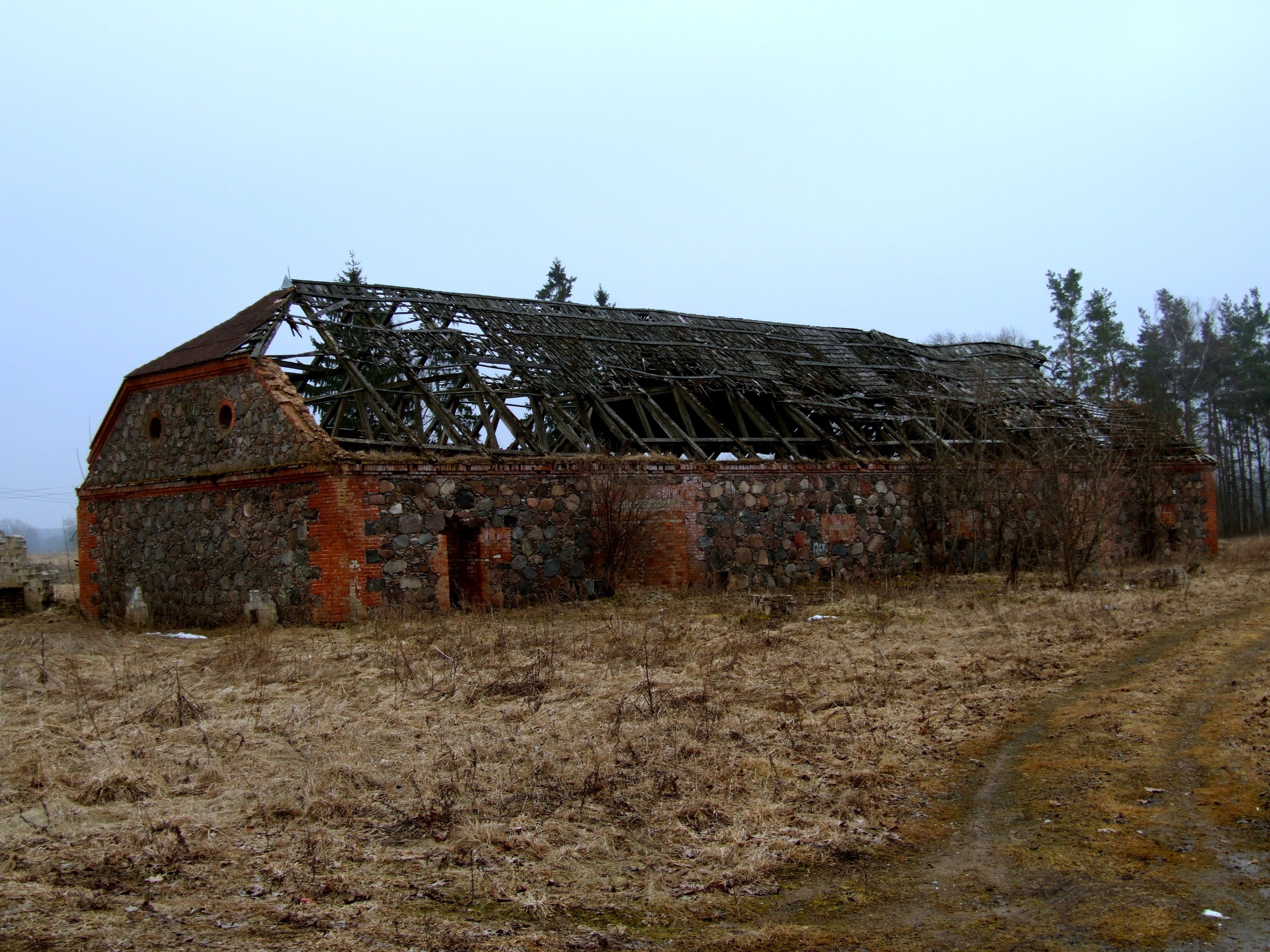
Ruiny zabudowań gospodarczych folwarku (2012)

Pałac otaczał 35-hektarowy park krajobrazowy, zaprojektowany przez tego samego architekta, założony w latach 1840–1863, przecięty przepływającą przez jego środek rzeką. Przez park biegły w różnych kierunkach aleje i ścieżki, uatrakcyjniały go gazony i klomby, obsadzone ozdobnymi krzewami i kwiatami.
Podczas I wojny światowej linia frontu przez długi czas przechodziła przez Pogryżów, pałac został rozgrabiony.
Po II wojnie światowej w pałacu przeprowadzono generalny remont, w ramach którego nad bocznymi skrzydłami budynku pałacowego dobudowano jedną kondygnację, dach łamany zastąpiono gładkim, likwidując przy tym mansardowe okna. Prawe skrzydło zyskało wówczas niewielką, ośmioboczną nadbudówkę, przykrytą kopulastym daszkiem.
Po wojnie w pałacu mieściły się biura kołchozowe, szkoła, biblioteka i poczta, a od 1951 roku – szpital i sanatorium przeciwgruźlicze. Od 2006 roku działa tu zakład psychiatryczny dla osób z niepełnosprawnością intelektualną uniemożliwiającą samodzielne życie oraz z przewlekłą chorobą psychiczną. Obecnie park ma powierzchnię 19,3 ha.
Majątek Pogryżów został opisany w 3. tomie Dziejów rezydencji na dawnych kresach Rzeczypospolitej Romana Aftanazego.

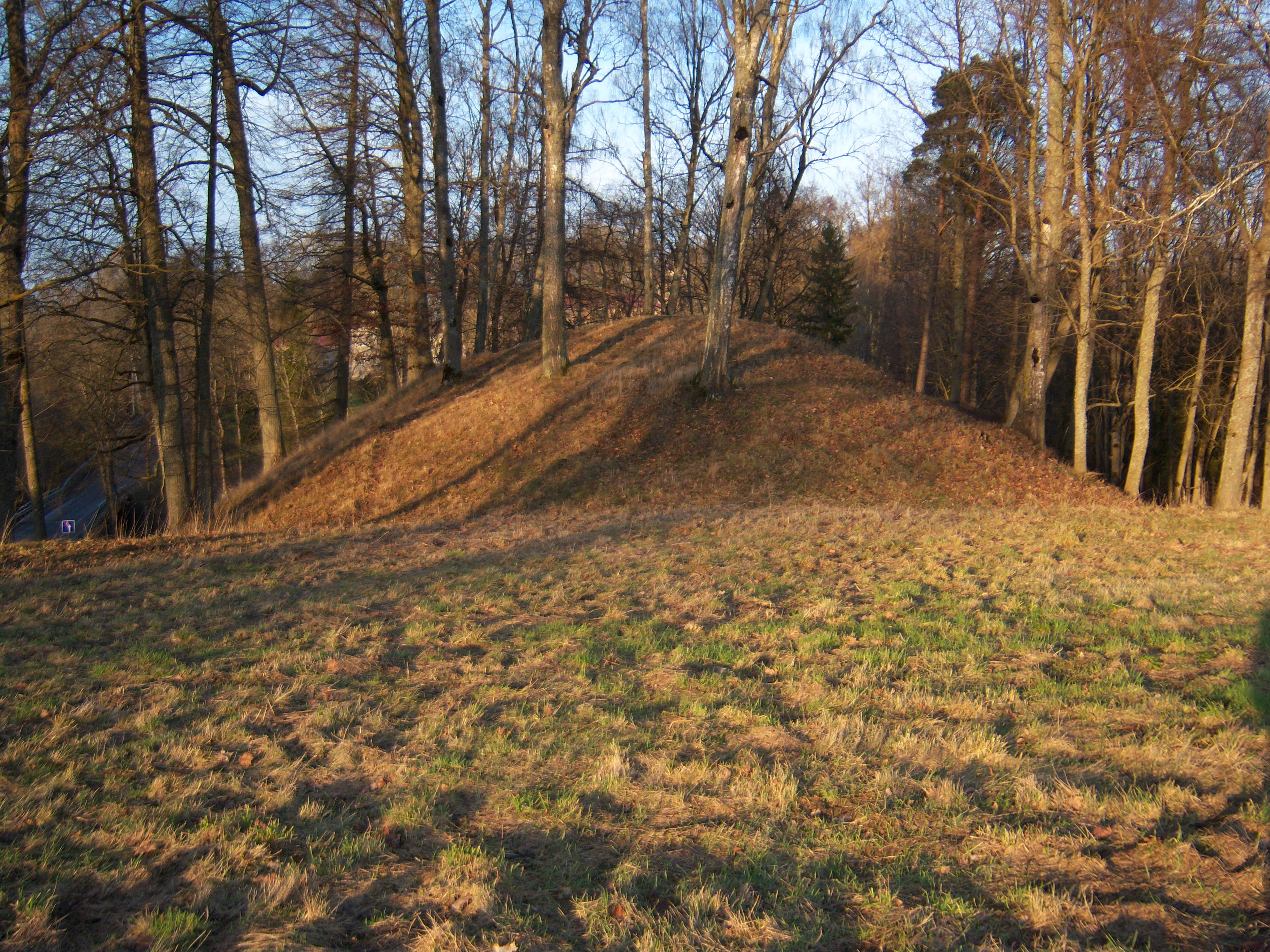
Grodzisko w Pogryżowie (2013)

## Góra Kalwinów
Około 100 m na południe od pałacu, na lewym brzegu rzeki (oraz około 130 m na północ od drogi krajowej KK157) znajduje się 12-13-metrowy kopiec, 18 m długości i 11 m szerokości. Otoczony był groblą, najlepiej zachowaną po południowo-zachodniej stronie. Badania prowadzone w 1967 roku przez Litewski Instytut Historii pozwoliły na stwierdzenie, że pochodzi on z przełomu I i II tysiąclecia. Grodzisko (lub kurhan), zwane Górą Kalwinów jest zabytkiem Republiki Litewskiej od 19 lutego 2005 roku nr AR416 / A1334K.